# Gesves
Gesves (Aussprache [ʒɛːv]) ist eine Gemeinde in der Provinz Namur im wallonischen Teil Belgiens. 
Die Gemeinde besteht neben Gesves aus den Ortschaften Faulx-les-Tombes, Haltinne, Mozet und Sorée.
Im Weiler Goyet, der zu Mozet gehört, wurden in den Höhlen von Goyet zahlreiche Knochen und Werkzeuge von Neandertalern entdeckt.

## Einzelnachweise

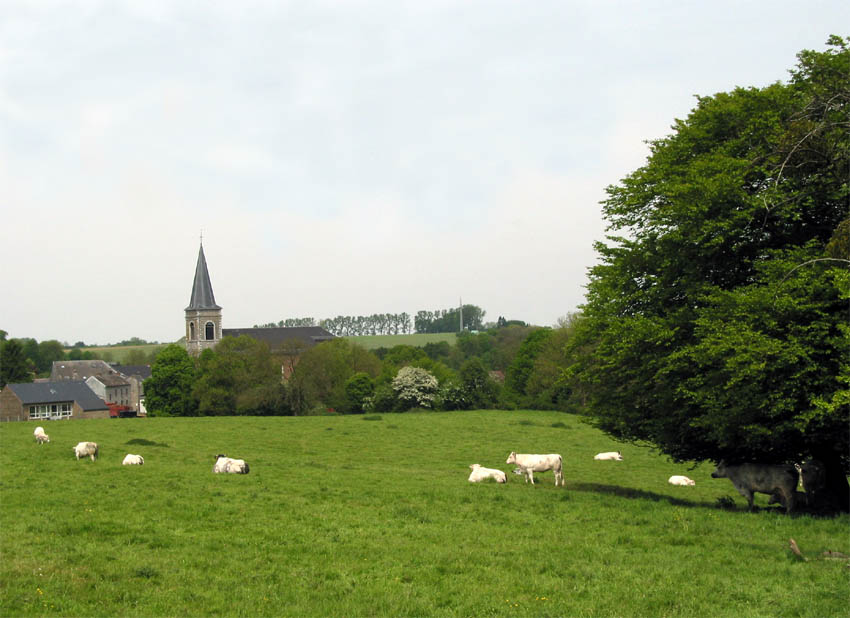
Ansicht von Gesves